# 大和田弥一
大和田 弥一（おおわだ やいち、1902年（明治35年）9月10日 - 1999年（平成11年）3月13日）は、日本の政治家。初代福島県いわき市長。旧平市（現・いわき市）長。

## 来歴
福島県出身。弘前高校を経て、1927年、高等文官試験（行政科）に合格。1928年、京都帝国大学法律学科卒。卒業後は関東庁に勤務する。1936年、関東庁警察部長となり、1939年、帰国。帰国後は岩手、鳥取、茨城、京都、福島の各府県に勤務する。この間、司政官としてシンガポールに派遣される予定だったが、出発直前に終戦となり、派遣は取りやめになった。
終戦後は福島県総務部長となり、1947年、福島県副知事に就任。1953年の第3回参議院議員通常選挙において福島地方区から自由党公認で立候補したが落選した。落選後は福島県人事委員。1959年、平市長選挙に立候補したが落選した。同年、福島県監査委員となる。1963年、平市長に当選した。平市は福島県の「常磐、郡山新産業都市建設計画」に基づき、1964年に新産業都市の指定を受け、近隣の13市町村との合併が進み、1966年、いわき市が誕生した。合併後の市長選挙に立候補し、旧磐城市長の三代義勝らを破って初当選し、初代市長となった。1970年の市長選挙でも再選。1974年の選挙では元衆議院議員の田畑金光に敗れた。1999年に96歳で死去した。